# Rütli

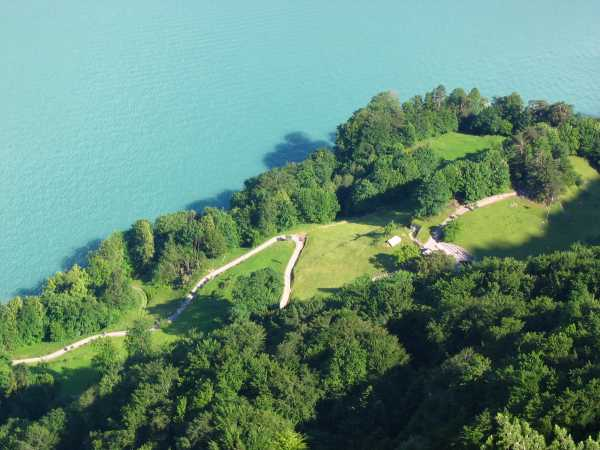
Vy över Rütli.

Rütli (äldre namnform: Grütli ’lilla rönningen’, på franska även le Grütli) är en bergsäng i kommunen Seelisberg i kantonen Uri (Schweiz) vid västra stranden av Urnersee, som är en del av Vierwaldstättersjön. På denna äng ska enligt sägnen de tre urkantonerna Uri, Schwyz och Unterwalden ha slutit ett ”evigt förbund”, det så kallade  Rütlischwur (eden i Rütli).

## Historia, sägen

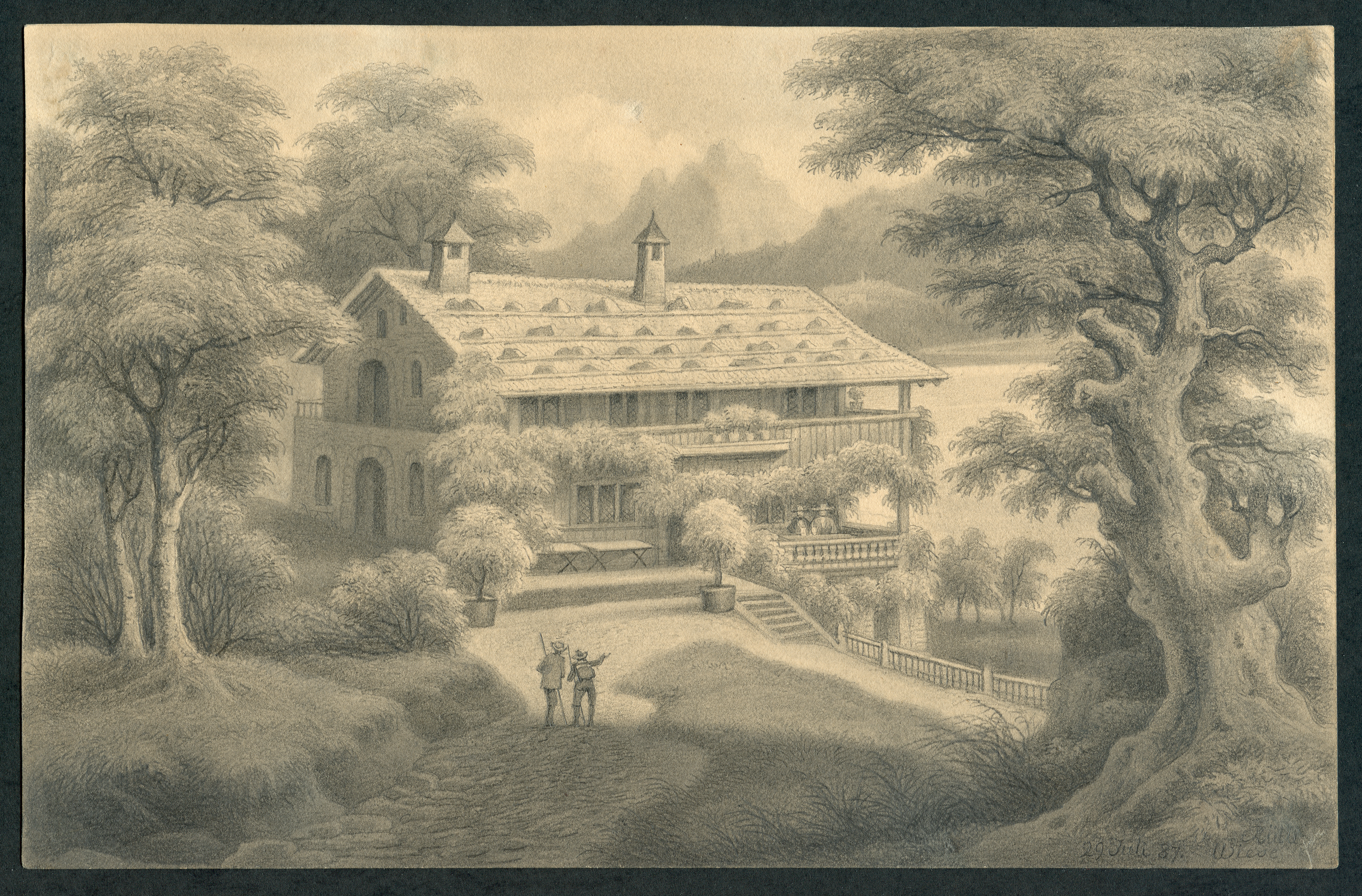
Rütli äng, blyertsteckning från 1887 av Wilhelm Kretschmer.

Det är inte känt vid vilken tidpunkt och på vilket sätt företrädarna för Uri, Schwyz och Unterwalden slöt 1291 års försvarspakt. Det mytiska Rütli omnämns först 1307.
Som ”Schweiz äng” har den ungefär fem hektar stora ängen karaktären av ett nationellt minnesmärke. På Rütli finns ett värdshus, en picknickäng, Dreiländerbrunnen och en liten utställning om platsens historia. Rütli kan nås från Urnersee via en förtöjningsplats, däremot är landvägen dit tidsödande och mödosam.
Bevarandet av Rütli i dess historiska form möjliggjordes av en insamling av välgörenhetsorganisationen Schweiziska allmännyttiga sällskapet (Schweizerische Gemeinnützigen Gesellschaft/Société suisse d’utilité publique) 1859, som därmed kunde köpa marken och donera den till staten som oförytterlig nationalegendom med förbehållet att den skulle förvaltas av sällskapet. Aktionen utlöstes av ett försök att bygga ett hotell på platsen.
Därmed blev Rütli, som gammal symbol för bildandet av det gamla edsförbundet, tolv år efter sonderbundkriget en symbol för den nya liberala förbundsstaten. Schweiziska allmännyttiga sällskapet delade ut 100 000 kopparstick över Rütli till Schweiz skolbarn. Den tidigt uppkomna skrönan att skolbarnen samlat in medel till Rütli har inte motverkat det; den förstärkte identifikation med Rütli och därmed (det moderna) Schweiz.

## Rütlirapporten, Rütlifirandet

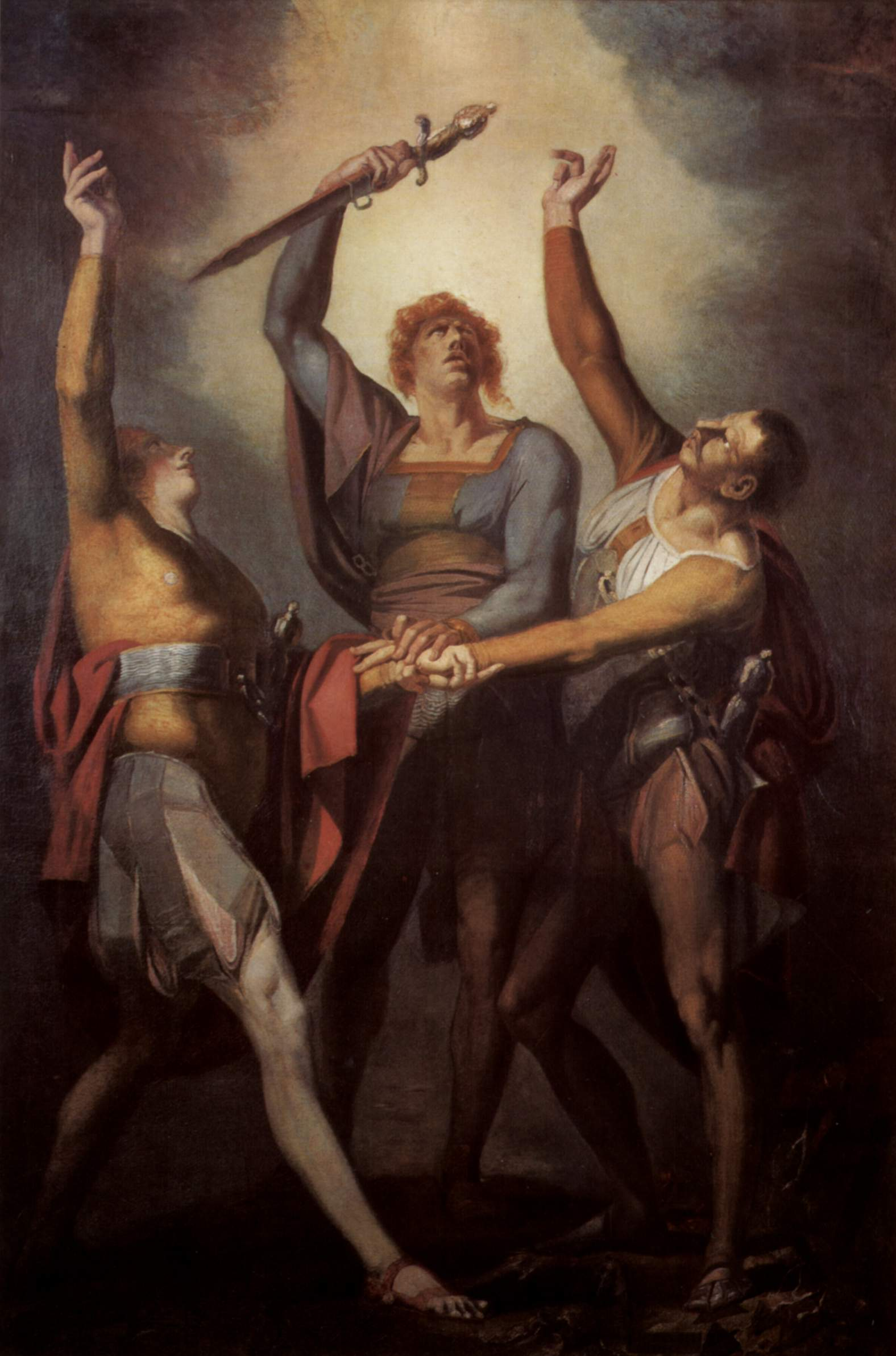
Eden i Rütli, målad av Johann Heinrich Füssli

Den 25 juli 1940 höll general Henri Guisan på denna plats ett tal, sedermera känt som ”Rütlirapporten”, till den schweiziska arméns samlade officerskår där han framlade Reduit-strategin och hans målsättning att aldrig kapitulera om landet skulle invaderas.
Sedan 1991 utgår härifrån Schweiz väg som är en vandringsled runt Urnersee.
Sedan några år hålls under kantonen Uris beskydd ett nationellt firande på Rütli den 1 augusti. Rütlifirandet har under senare år allt oftare störts högerextremister. Den hittills största störningen skedde under firandet den 1 augusti 2005, där förbundspresidenten Samuel Schmid överröstades av okvädningsord. På grund av dessa företeelser hölls högtiden 2006 under massiv polisövervakning.
Också 2007 genomfördes Rütlifirandet. På grund av händelserna 2006 hängde evenemanget länge på fallrepet. Diskussionen gav ett så stort eko i medierna att till och med International Herald Tribune och New York Times rapporterade om den.
I februari 2008 upprättades i Uri ett folkinitiativ om att inga nationella firanden av federationen längre får tillåtas på Rütli. Bara kommunen Seelisbergs friande skulle tillåtas och inga festtalare från andra kantoner skulle få framträda där. Det är oklart om initiativet kommer att få rättslig giltighet.
Firandet äger rum årligen under samma former. Tal hålls av Schweiziska allmännyttiga sällskapets ordförande Annemarie Huber-Hotz och en gästtalare. Dessutom förekommer musikaliska och kulturella inslag, å ena sidan av en gästförening – såsom en barnkör – å andra sidan av Brunnens musiksällskap, som också leder framförandet av nationalsången.